# Хяюхя, Симо
Симо Хяюхя (фин. Simo Häyhä; 4 декабря [17 декабря] 1905, деревня Кийскинен, Кексгольмский уезд, Выборгская губерния, Великое княжество Финляндское, Российская империя — 1 апреля 2002, Хамина, Кюменлааксо, Финляндия) — финский офицер, известный снайпер Советско-финляндской войны. Участник сражения при Колле. Его снайперский счёт варьируется от 219 до 700. В литературных источниках фигурирует число 219, 259, 273, 505, 542 и 700. 

## Биография
Симо Хяюхя родился 4 декабря [17 декабря] 1905 года в деревне Кийскинен, общине Раутъярви, недалеко от города Иматра. Был седьмым ребёнком в семье. У него было четыре брата и три сестры. Один из его братьев, Антти, погиб в 1918 году в ходе гражданской войны. Другой брат, Туомас, умер в результате солнечного удара во время строительства дороги. Отец, Юхо Хяюхя, был владельцем фермы.
В 17 лет вступил в шюцкор. В ноябре 1925 года призван в армию. Служил во 2-м самокатном батальоне, где окончил унтер-офицерскую школу и был переведён в 1-й самокатный батальон, дислоцировавшийся в Терийоки. В марте 1927 года уволился в запас и вернулся домой. C 1933 года участвовал во множестве соревнований по стрельбе, занимал 1—5 места. Во время Советско-финляндской войны (1939—1940) командовал 4-м отделением 3-го взвода 6-й роты 2-го самокатного батальона, 34-го пехотного полка 12-й дивизии 4-го Армейского корпуса cил обороны Финляндии. После войны был награждён серебряным крестом Коллы № 4. Всего было отчеканено 7 таких крестов, отлитых из чистого серебра. Первые три были вручены маршалу Маннергейму, президенту Финляндии Каллио Кюёсти и полковнику 12-й дивизии Антеро Свенсону.
В 1941 году посетил Данию вместе с другим 21 ветераном-инвалидом. Писал рапорт о возвращении на службу во время Советско-финляндской войны (1941—1944), но получил отказ. Жил на ферме своего брата в деревне Утула, общине Руоколахти. Охотился, разводил собак и лошадей. В 1970 году переехал жить в город Руоколахти. Семьи не имел. Последние годы жизни провёл в приюте для ветеранов-инвалидов в Хамине. Умер 1 апреля 2002 года. Похоронен на кладбище Руоколахти, недалеко от часовни.

### Советско-финляндская война (1939—1940)

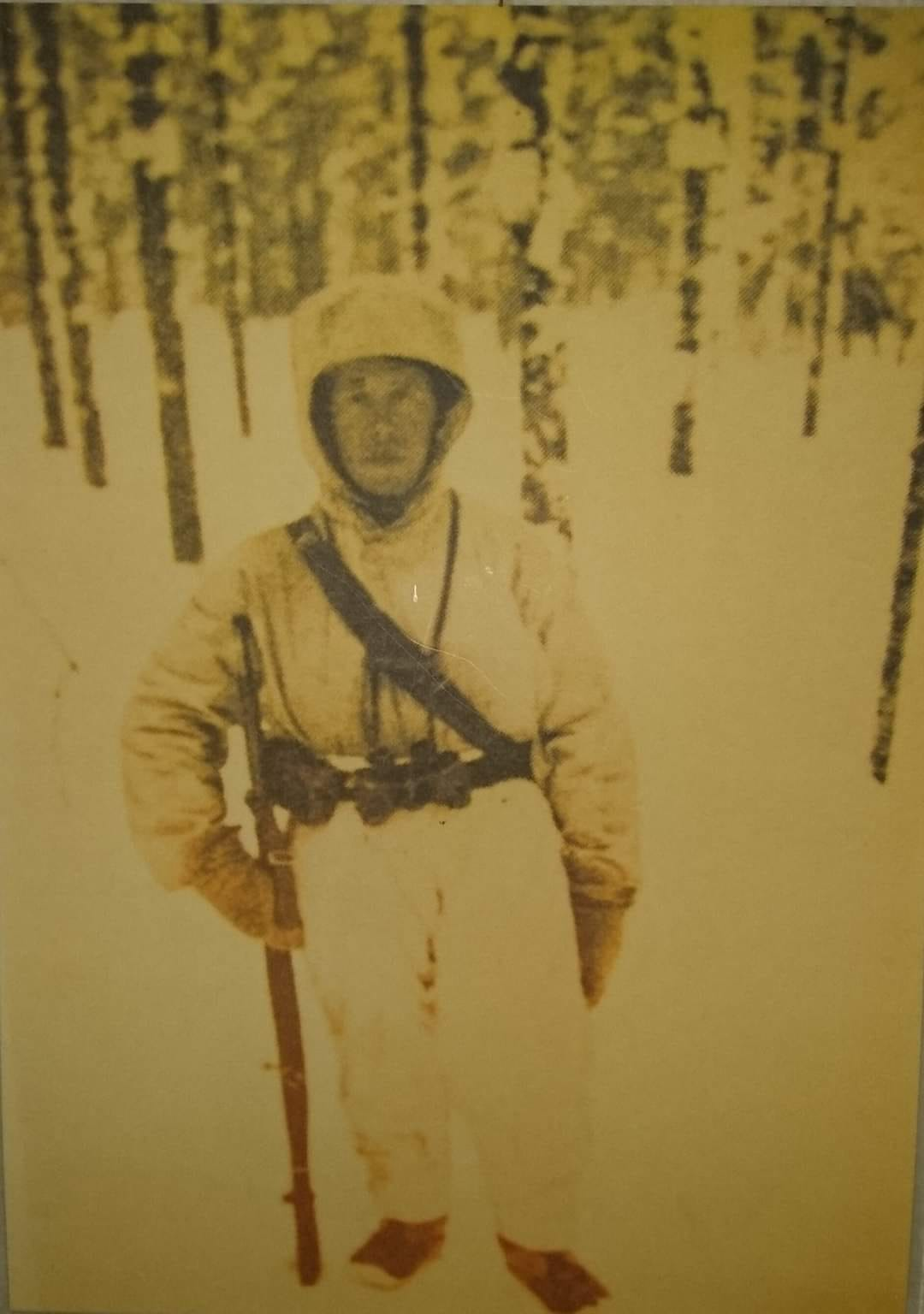
Симо Хяюхя на фронте в Ладожской Карелии

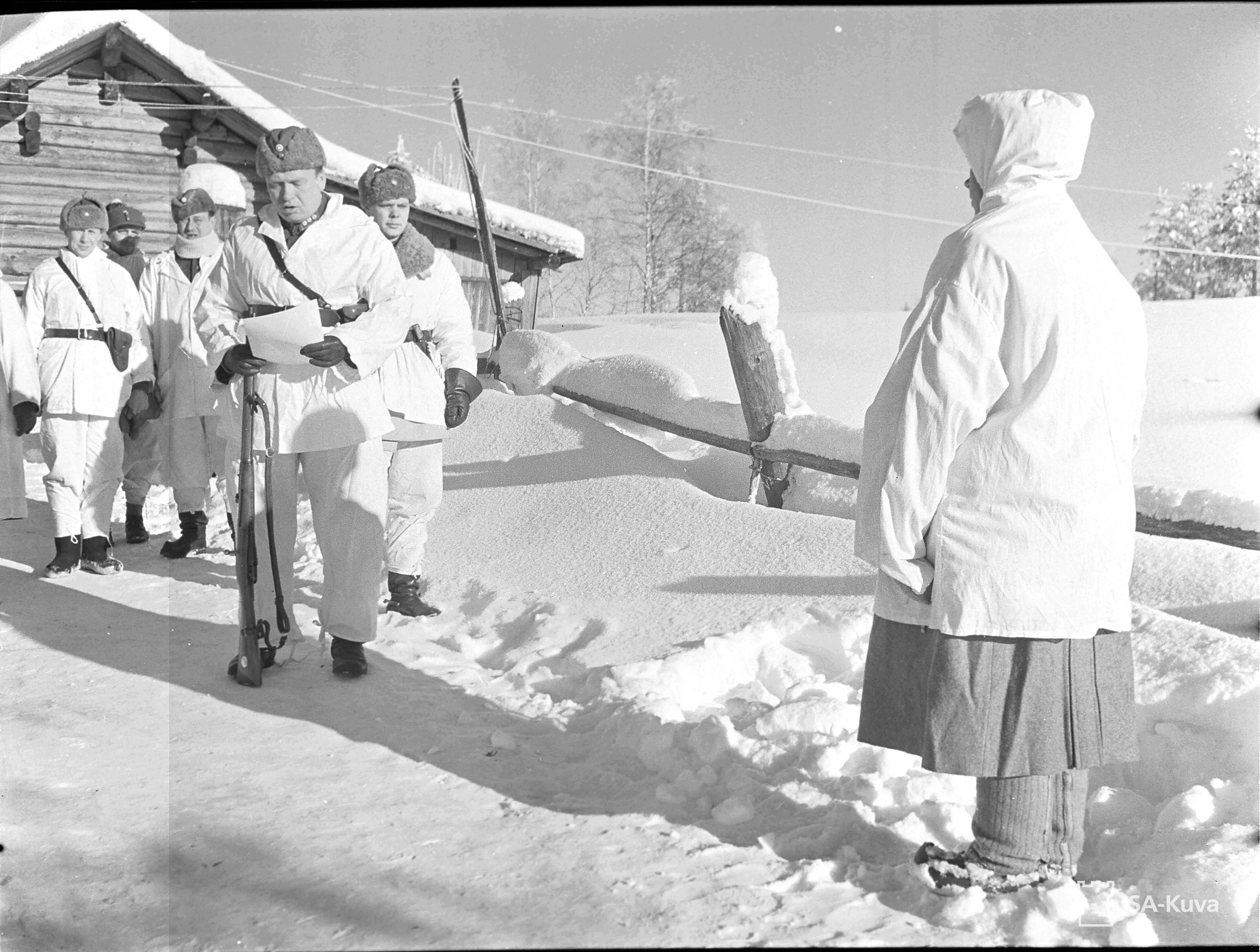
Церемония награждения. Лоймола, февраль 1940

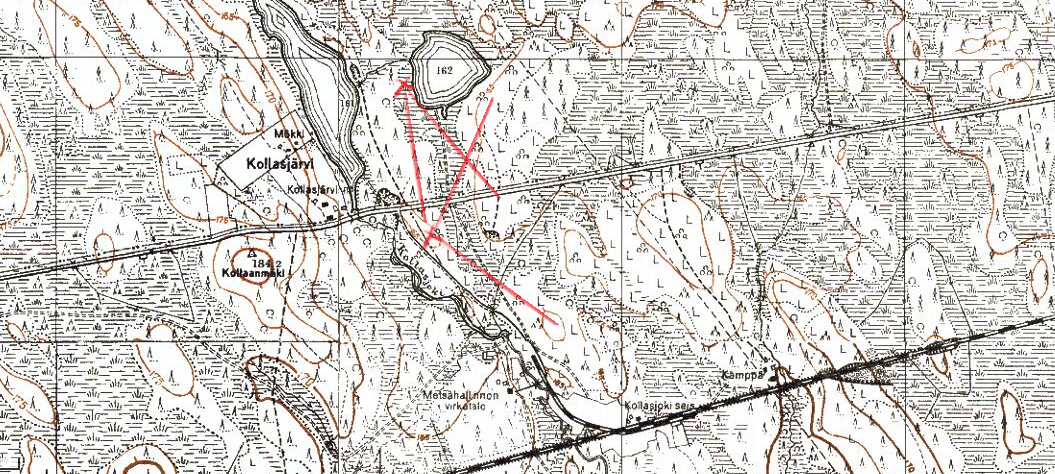
На карте отмечены две снайперские позиции по обе стороны от шоссейной дороги, с которых Симо Хяюхя вёл огонь

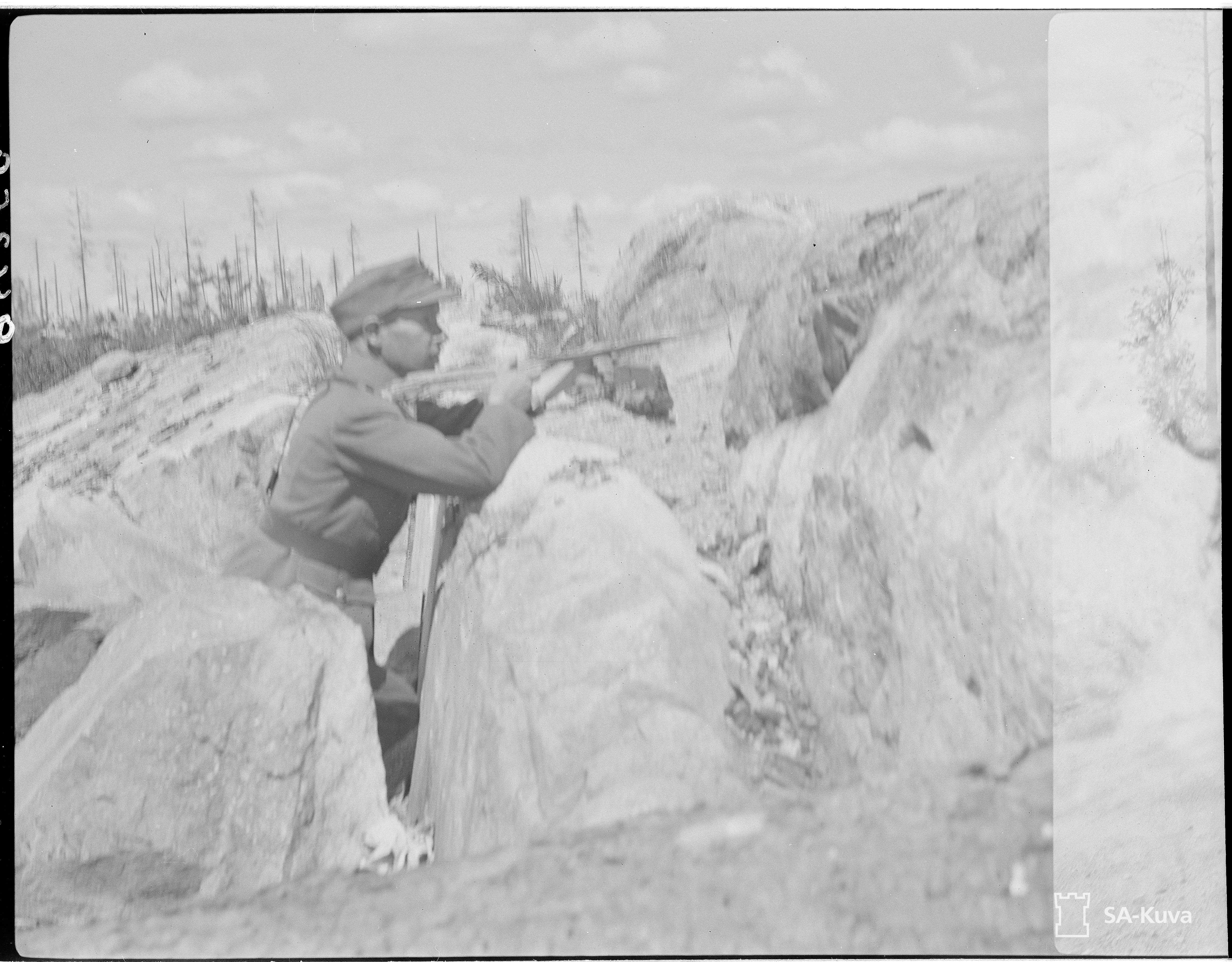
Симо Хяюхя показывает одну из своих позиций. Лето, 1942

Зимняя война (Talvisota) началась 30 ноября 1939 года. Хяюхя был зачислен в 12-ю пехотную дивизию полковника Тиайнена (c 1 февраля дивизией командовал полковник Антеро Свенсон). Фронт находился в Ладожской Карелии. Финские войска при отступлении уничтожали деревни и хутора, а население эвакуировалось в тыл. Это лишало наступавшие советские войска укрытий от холода и теплой ночёвки. 2 декабря части 12-й пехотной дивизии, вступившие в бой с 56 стрелковой дивизией комбрига Михаила Евстигнеева на направлении Суоярви — Лоймола вдоль шоссе и железной дороги, оставили центр Суоярви. На новом рубеже у реки Колласйоки части 12-й пехотной дивизии при поддержке артиллерии артдивизиона полевого артиллерийского полка и бронепоезда оборонялись до конца зимней войны. Симо Хяюхя так вспоминает первые сражения:
Добравшись до Пюхяйоки, мы собрали колючую проволоку, укрепили траншеи и закончили рыть окопы. Первая советская атака на нас произошла в темноте. После нескольких дней тяжелых боев мы получили приказ отступить до Сувилахти. Там мы приняли участие в небольшом сражении, чтобы еще раз сдержать русских. Один случай я никогда не забуду: мне дали задание уничтожить телефонную линию. Я выполнил это задание и перерезал провода, не торопясь, хотя русские стреляли по мне из пулемета с позиции примерно в 200 метрах. Я просто не мог еще думать, что мне будет угрожать реальная опасность, так как наши потери в Пюхяйоки были очень малы, несмотря на тяжелые бои и бомбардировки. —  Tapio Saarelainen. The White Sniper: Simo Häyhä. 2016.
Командующий 34-м пехотным полком подполковник Вильгельм Тейттинен сосредоточил 2-й батальон ротмистра Карла фон Хаартмана по обе стороны шоссейной дороги. 14 декабря 6 рота лейтенанта запаса Аарне Юутилайнена контратаковала в районе восточнее озера Колласъярви. Вернувшись, рота доложила о пяти уничтоженных танках противника. В качестве трофеев были доставлены 2 противотанковых орудия и 3 станковых пулемёта. 24 декабря части 56-й стрелковой дивизии вновь атаковали позиции финнов, но не смогли одержать верх. Линия фронта стабилизировалась и на этом участке фронта установилось относительное затишье до марта 1940 года.
Согласно Симо Хяюхя, он использовал две позиции за скалами для ведения огня, которые так же находились по обе стороны от шоссе. На свои позиции выходил рано утром, с собой брал несколько ручных гранат, 50-60 патронов. Средняя дистанция, на которой он поражал цель, была 100—150 метров, целился в туловище. Однако он вспоминает один из случаев:
Однажды случилось так, что мой командир, лейтенант Юутилайнен, «Ужас Марокко», как его называли по его предыдущей службе в Иностранном легионе, пытался убить вражеского снайпера из оптического прицела. Этот русский занял позицию примерно в 400 метрах от нас и постоянно стрелял в сторону наших рядов. Через некоторое время лейтенант послал за мной и показал, где, по его мнению, находится вражеский снайпер. Один из наших младших лейтенантов был с нами и выполнял роль наблюдателя, когда началась наша дуэль. Поначалу я его не видел, только небольшой камень, где он должен был находиться. После тщательного поиска мы обнаружили его за небольшим бугорком снега возле камня. Я тщательно прицелился из своей верной M/28-30 и с первого же выстрела попал в цель. —  Tapio Saarelainen. The White Sniper: Simo Häyhä. 2016.
17 февраля находившиеся на передовой штаб 34 пехотного полка и три батальона, включая 2-й батальон 34-го пехотного полка, были отведены в район деревни Лоймола для отдыха и пополнения. В этот день Симо Хяюхя был награждён грамотой и именной шведской винтовкой. В дарственной, составленной в штабе 12-й дивизии, написано:

Эта почетная винтовка, подаренная Швецией, вручается капралу Симо Хяюхе в знак признания его выдающихся заслуг как стрелка и солдата. Его подвиг — 219 врагов, застреленных из винтовки, и примерно столько же — из пистолета-пулемёта — показывает, чего может добиться решительный, зоркий финский человек, бесстрашный и у которого не дрогнут руки. Эта винтовка по праву заслуживает почетной медали за исключительные заслуги. Передаваемая от отца к сыну, она будет рассказывать будущим поколениям о подвигах Симо Хяюхя в великой войне, в которой финские мужчины храбро и успешно сражались за свободу своей страны, будущее своего народа и величайшие идеологические ценности всего человечества.
Командир 12-й дивизии:
A. Св. [подпись]
Полковник.
Оригинальный текст (фин.)Tämä Ruotsista lahjoitettu kunniakivääri annetaan alikersantti Simo Häyhälle tunnustuksena hänen suurista ansioistaan ampujana ja aseenkäyttäjänä taistelussa. Hänen tekonsa - 219 vihollista vain kiväärillä ammuttuna ja suunnilleen saman verran konepistoolilla - osoittaa, mitä voi saada aikaan määrätietoisesti toimiva, tarkkasilmäinen Suomen mies, joka ei turhasta hätkähdä ja jonka käsi ei vapise. Tätä kunniakivääriä on pidettävä erikoisista ansioista annetun kunniamerkin veroisena. Isältä pojalle perintönä siirtyen se tulee vielä syntymättömille sukupolville kertomaan niistä teoista, mitä kerran suoritti Simo Häyhä suuressa sodassa, jossa Suomen miehet urhoollisesti ja menestyksellä taistelivat maansa vapauden, kansansa tulevaisuuden ja koko ihmiskunnan suurimpien aatteelisten arvojen puolesta.

12.Divisioonan Komentaja:
A. Sv [nimikirjoitus]
Eversti.

В марте 1940 года на реке Колласйоки советское командование сосредоточило в общей сложности 6 дивизий. Финны сумели сдержать фронтальное наступление и продержались до конца войны, хотя фланги финской обороны уже начали рушиться. 6 марта 1940 года, во время атаки 2-го батальона 34-го пехотного полка на позиции 128-й мотострелковой дивизии комбрига Александра Зотова, около озера Улисмайсенъярви Симо Хяюхя был тяжело ранен в голову. Боевые действия закончилась 13 марта 1940 года в 12:00 по московскому времени. Он вспоминает:
Это было 6 марта 1940 года. Я был в тёмных лесах Улисмаа. Мы снова получили задание контратаковать, одно из многих. Мы выдвинулись на исходные позиции на рассвете, около 5-6 часов утра. Там было болото шириной около 300 метров, которое мы преодолели без труда, так как нас прикрывали наши собственные пулемёты. Перебравшись через болото, мы бросились на врага, который был очень близко к нам. Моя винтовка работала очень хорошо; мы были так близко к врагу, что иногда он находился всего в двух метрах от меня. Враг был вынужден отступить, но некоторые отдельные храбрые солдаты остались, чтобы навести смуту среди нас. Вдруг раздался выстрел, возможно, с расстояния 50-100 метров, и я почувствовал, что в меня попали. Я просто почувствовал сильный удар в рот и потерял сознание. [...] И из этой комы я очнулся только 13 марта, в день перемирия, когда я оказался в военном госпитале, через неделю после боя. Думаю, я был в таком плохом состоянии, что они не верили, что смогут восстановить этого человека, но вот я здесь, в конце концов. —  Tapio Saarelainen. The White Sniper: Simo Häyhä. 2016.
Общепринятой считается версия, что Хяюхя был ранен разрывной пулей. Согласно воспоминаниям военного хирурга Михаила Ахутина:

Война в лесу приводила к частому рикошетированию пуль, в результате чего пуля деформировалась, ударяла
боком и производила опять-таки ранения, ничем не отличающиеся по своим свойствам от осколочных. Тот же рвано-ушибленный или
рвано-разможженный характер разрушения тканей, столь же частое занесение в глубь тела обрывков одежды и обуви с неизбежной инфекцией в последующем.

## Снайперский счёт
В литературе фигурируют различные цифры. В книге «Руководство для САС и элитных войск: снайпер: снайперские навыки от элитных войск мира» (SAS and elite forces guide : sniper : sniping skills from the world’s elite forces) написано: 

 […] Симо Хяюхя (1905—2002), ставший известен как «Белая смерть». Он убил около 700 солдат противника, часто используя простой механический прицел […] Оригинальный текст (англ.)[...] Simo Häyhä (1905-2002), who became known as the "White Death". He killed around 700 enemy troops, often using iron sights [...]  
В книге «Снайперы на войне: история снаряжения и боевых действий» (Snipers at war : an equipment and operations history) упоминается: 

[…] Финн Симо Хяюхя застрелил 505 солдат противника менее чем за сто дней — тяжелый урок для Красной армии, но она его усвоила. […] Оригинальный текст (англ.)[...] Finn Simo Häyhä amassed 505 kills in less than a hundread days, a costly lesson for the Red Army, but one which it learned. [...]  
Книга «Белый снайпер: Симо Хяюхя» (The White Sniper: Simo Häyhä) содержит следующий отрывок: 

[…] Симо Хяюхя — самый известный и самый опытный финский снайпер в истории, на счету которого 542 подтвержденных убийства, что почти равно количеству солдат в русском батальоне. […] — Tapio Saarelainen. The White Sniper: Simo Häyhä. 2016. Page 30.Оригинальный текст (англ.)[...] Simo Häyhä is the best known and most skilled Finnish sniper in history with 542 confirmed kills, a number that almost equals the number of men in a Russian battalion. [...] 
Однако в этой же книге написано: 

[…] Пастор Рантамаа продолжил свой рассказ о том, что именно произошло в субботу, 17 февраля 1940 года: Я и Хяюхя пошли поесть в депо, устроенное в доме плакальщика Матёи Платтонена. В 11:20 состоялась церемония вручения именной винтовки. К 7 марта из своей винтовки M/28-30 с серийным номером 60974 Симо Хяюхя застрелил 259 подтвержденных солдат противника. Ему также засчитывают столько же застреленных из ручного пулемёта и пистолета-пулемёта. […] — Tapio Saarelainen. The White Sniper: Simo Häyhä. 2016. Page 70.Оригинальный текст (англ.)[...] Pastor Rantamaa continued his story on what exactly took place on Saturday, February 17, 1940: I and Häyhä went to have a meal at the depot established at wailer Matjoi Plattonen's house. At 11:20 was the actual awarding of the prized rifle. By March 7, a total of 259 confirmed enemy kills were made by Simo Häyhä's trusty M/28-30 rifle with the serial number 60974. He is also credited with making an equal number of kills by using a light machine gun and submachine gun. [...] 
Это противоречие автор книги оставляет без объяснений. В книге «Сражения зимней войны» (Talvisodan taisteluja) доктора исторических наук Юрия Килина и
Ари Раунио, возглавлявшего кафедру военной истории в Военной академии Финляндии, написано: 

 […] В дарственной, составленной в штабе 12-й дивизии, было подтверждено уничтожение Хяюхя 219 солдат противника из винтовки и примерно стольких же — из пистолета-пулемёта Суоми. […] — Ари Раунио, Юрий Килин. Сражения зимней войны. 2018. С. 75
В 2017 году в Финляндии вышла книга «Огненный шторм над Коллой: мужчины из Раутъярви в зимней войны» (Tulimyrsky Kollaalla: rautjärven miehet talvisodan polttopisteessä) за авторством Ханну Нарсакки (Hannu Narsakka). Она широко освещалась в прессе. Так, в частности, о ней писали «Вечерние новости» (Ilta-Sanomat):

Теперь, десять лет спустя, после десятков посещений архивов, многочисленных дней, проведенных в лесах и болотах Колласъярви, и сотен интервью в руках Нарсаки оказался основательный, почти 400-страничный труд по военной истории об одном из ключевых полей сражений в военной истории Финляндии — реке Колласйоки в Ладожской Карелии. […] Сам Симо Хяюхя не записывал врагов, которых он застрелил. Рота вела подробный учёт убитых врагов, военных трофеев и израсходованных боеприпасов, но записей о количестве застреленных Хяюхой нет. […] — По словам самого Симо в 1940 году, с 20 по 26 февраля он застрелил 14 вражеских солдат, а до ранения в сражении при Улисмайсенъярви — 40. Вероятное число — 273, — говорит Нарсакка. […] По подсчетам Нарсакки, Хяюхя застрелил из винтовки около 270 врагов, что уже очень много и больше 219. Эта оценка основана на сохранившихся документах и отчётах о войне. 26 января 1940 года командир роты Симо Сойни Сало записал, что Хяюхя застрелил 199 вражеских солдат из снайперской винтовки и «по крайней мере, столько же» из пистолета-пулемёта. Чуть позже командир 12-й дивизии Антеро Свенссон записал на его счёт 219 врагов, убитых из винтовки и «столько же из пистолета-пулемета». Оригинальный текст (фин.)Nyt, kymmenen vuotta myöhemmin, kymmenien arkistovierailujen, lukuisten Kollaan metsissä ja soilla vietettyjen päivien ja sadan henkilöhaastattelun jälkeen, Narsakalla on käsissään perinpohjainen, liki 400-sivuinen sotahistorian teos Suomen sotahistorian yhdestä keskeisestä taisteluntantereesta Kollaanjoella Laatokan Karjalassa. [...] Simo Häyhä itse ei kirjannut ylös ampumiaan vihollisia. Komppaniassa kyllä pidettiin tarkkaa kirjanpitoa kaadetuista vihollisista, sotasaaliista ja kulutetuista patruunoista, mutta niistä ei löydy merkintöjä Häyhän kaadoista. [...] – Simon itse 1941 antamien kertomusten perusteella hän 20. ja 26. helmikuuta välisellä ajalla ampui 14 vihollista ja ennen haavoittumistaan Ulismaisten taistelussa 40. Todennäköinen määrä on 273, Narsakka sanoo. [...] Narsakka arvelee Häyhän on ampuneen kiväärillä noin 270 vihollista, mikä lukuna on jo hirvittävän suuri ja enemmän kuin hänelle hänen palkitsemisensa yhteydessä luotu luku 219. Tämä arvio perustuu säilyneisiin asiakirjoihin ja siihen, mitä sotatapahtumista kerrotaan. Häyhän komppanianpäällikkö, oman Rautjärven Suojeluskunnan päällikkö Soini Salo kirjoitti 26. tammikuuta 1940 Simo Häyhän ansioluetteloon tämän ampuneen 199 vihollista pystykorvalla ja pikakiväärillä ja konepistoolilla ”vähintäin yhtä suuren määrän”. Hieman myöhemmin 12. Divisioonan komentaja Antero Svensson muotoili Häyhän ansioksi 219 ammuttua vihollista kiväärillä ja ”saman verran konepistoolilla”. 
На Axis History Forum есть сообщение со ссылкой на Национальный архив Финляндии:

 Настоящий счёт Хяюхя согласно моим исследованиям. Жирным шрифтом выделены цифры из документов финской армии; остальные цифры взяты из литературы. Его первым стал советский офицер в Хюрсюля. 6-я рота 34-го пехотного полка отправила патруль к парому Хаутаваара 30 ноября в 7:30 утра по финскому времени, так что выстрел мог произойти в этом районе. [1]
22.12.1939 = 138 [2]
+61
26.01.1940 = 199 [3]
+20
16.02.1940 = 219 [4]
+40
07.03.1940 = 259 [2]
[1] JR34:n toimintakertomus 30.11.39-1.12.40. SPK 1327. Finnish National Archive Sörnäinen; Alikersantista vänrikiksi. Hurtti Ukko 1/1941.
[2] Rantamaa, A. J. 1942. Parlamentin palkeilta Kollaanjoen kaltahille. WSOY, Porvoo. Pg. 84, 206.
[3] Perus 2962. Finnish National Archive Sörnäinen; «[…] Hän on ampunut suomalaisella pystykorvakiväärillä 199 ryssää, jos tilanne on ollut kireämpi tai komppaniamme ollut hyökkäämässä, niin silloin S. Häyhä on toiminut pk. tai kp. ampujana, joten hänen konetuliaseilla ampumansa ryssämäärä kohonnee vähintään yhtäsuureksi kuin kiväärilläkin ammuttujen luku. […]»

[4] Perus 1161/3. Finnish National Archive Sörnäinen. «[…] Hänen tekonsa — 219 vihollista vain kiväärillä ammuttuna ja suunnilleen saman verran konepistoolilla — […]» 
В своем дневнике Симо Хяюхя записал:

Перед Рождеством пастор Рантамаа, писатель Мика Валтари и несколько представителей из штаба пришли фотографировать нас с Юутилайненом, как будто мы были каким-то чудом (мой список жертв на тот момент составлял 150 русских из шпица). […] За всю войну я застрелил около 500 русских. Примерно в начале февраля я получил именную винтовку, подаренную одним шведом, которую мне вручил тогдашний командир дивизии полковник Свенссон. Оригинальный текст (фин.)Ennen joulua kävivät pastori Rantamaa, kirjailija Mika Valtari ynnä joitakin päämajan edustajia Juutilaista ja minua valokuvaamassa kuin joinakin ihmeinä. (Syntilyuetteloni oli silloin 150 ryssää pystykorvalla). Tahtoivat meidän nimikirjoituksiamme ja niinpä olimmekin jonkun päivänkuluttua oikein painettuina Suomen kuvalehteen. [...] Koko sodassaoloaikana ammuin noin 500 ryssää. Noin helmikuun alussa sain erään ruotsalaisen lahjoittaman kunniakiväärin, jonka minulle luovutti silloinen divisioonan komentaja eversti Svensson 
В финской газете Хювюдстадсбладет от 1 марта 1940 года написано: 

 От пуль Симо Хяюхя погибло около 450 россиян. Мастер меткой стрельбы Симо Хяюхя — один из тех, чье имя окружено славой военных подвигов. Он убил не менее 219 врагов только из винтовки и столько же — из пулемёта. Оригинальный текст (швед.)С:a 450 ryssar ha stupat tör Simo Häyhäs kulor. Mästerskytten Simo Häyhä är en av de män, vars namn kringstrålas av de krigiska bragdernas gloria. Ensam har han med sitt gevär fällt minst 219 fiender, och med maskinpistol ett lika stort antal. 
Интересен тот факт, что в оцифрованных финских и шведских газетах периода зимней войны нет упоминаний о том, что Симо Хяюхя застрелил 500—542 солдат противника только из винтовки. Наибольшее освещение получила сама церемония награждения грамотой и шведской винтовкой.

Газеты периода зимней войны
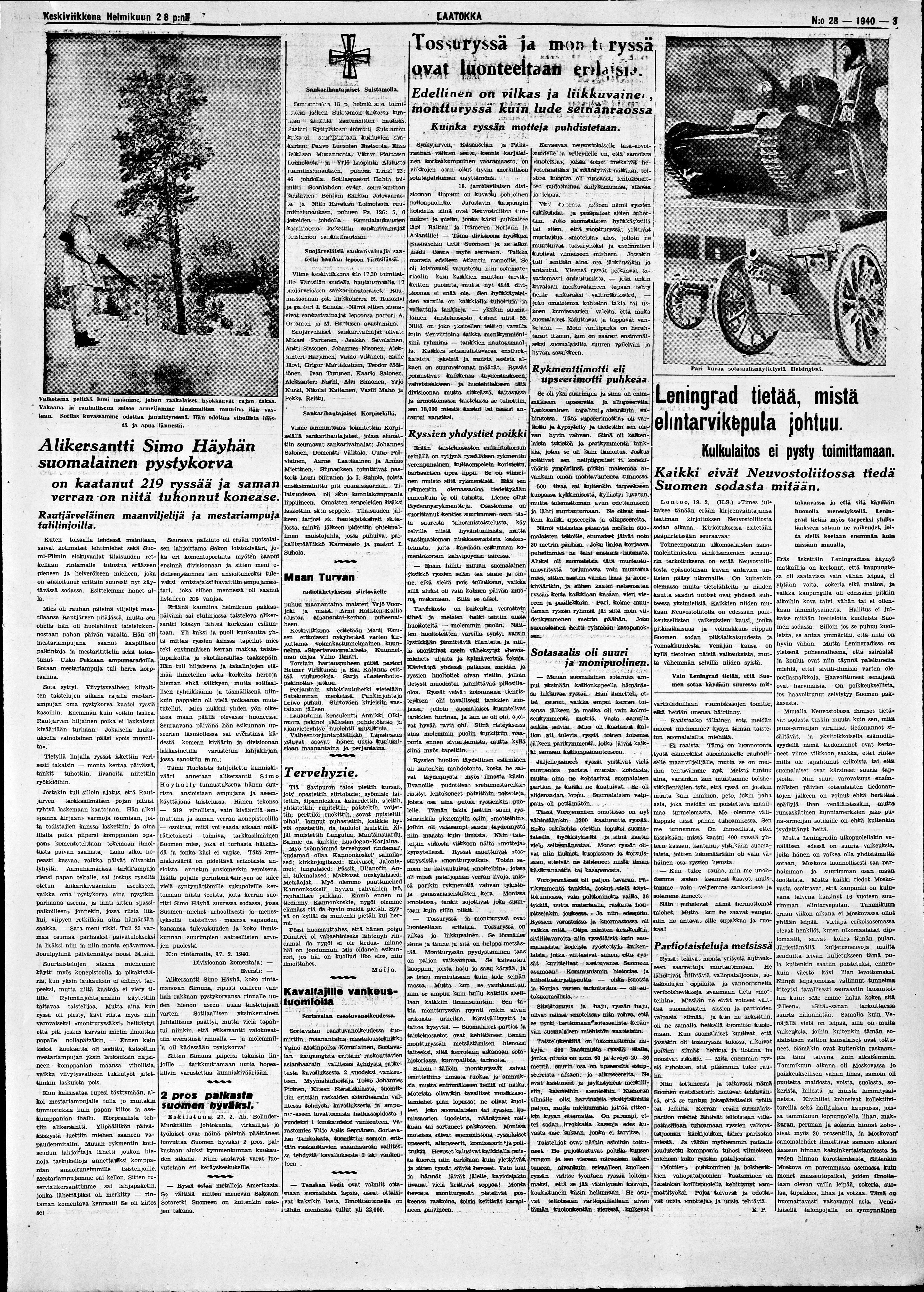
Газета «Laatoka»
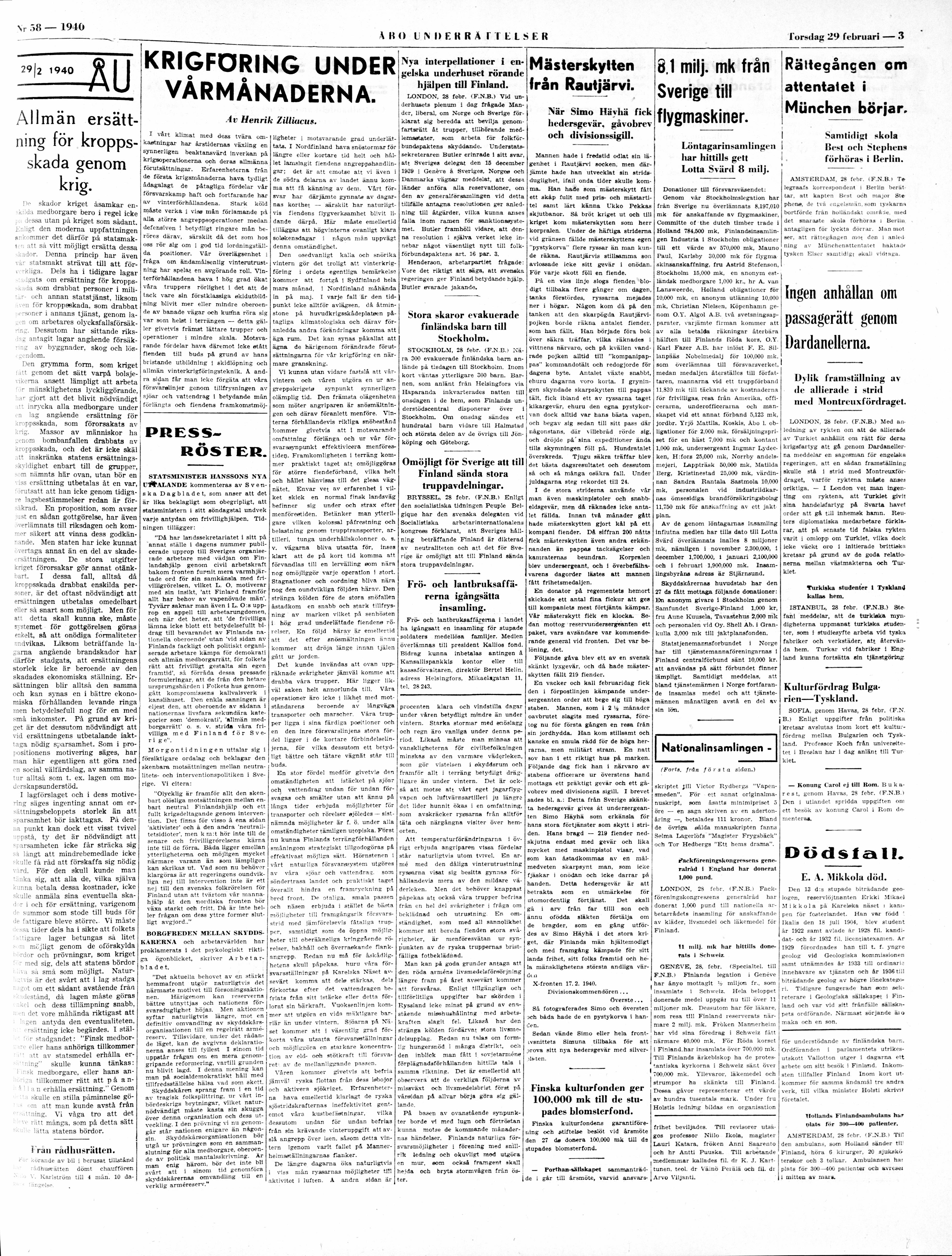
Газета «Åbo Underrättelser»
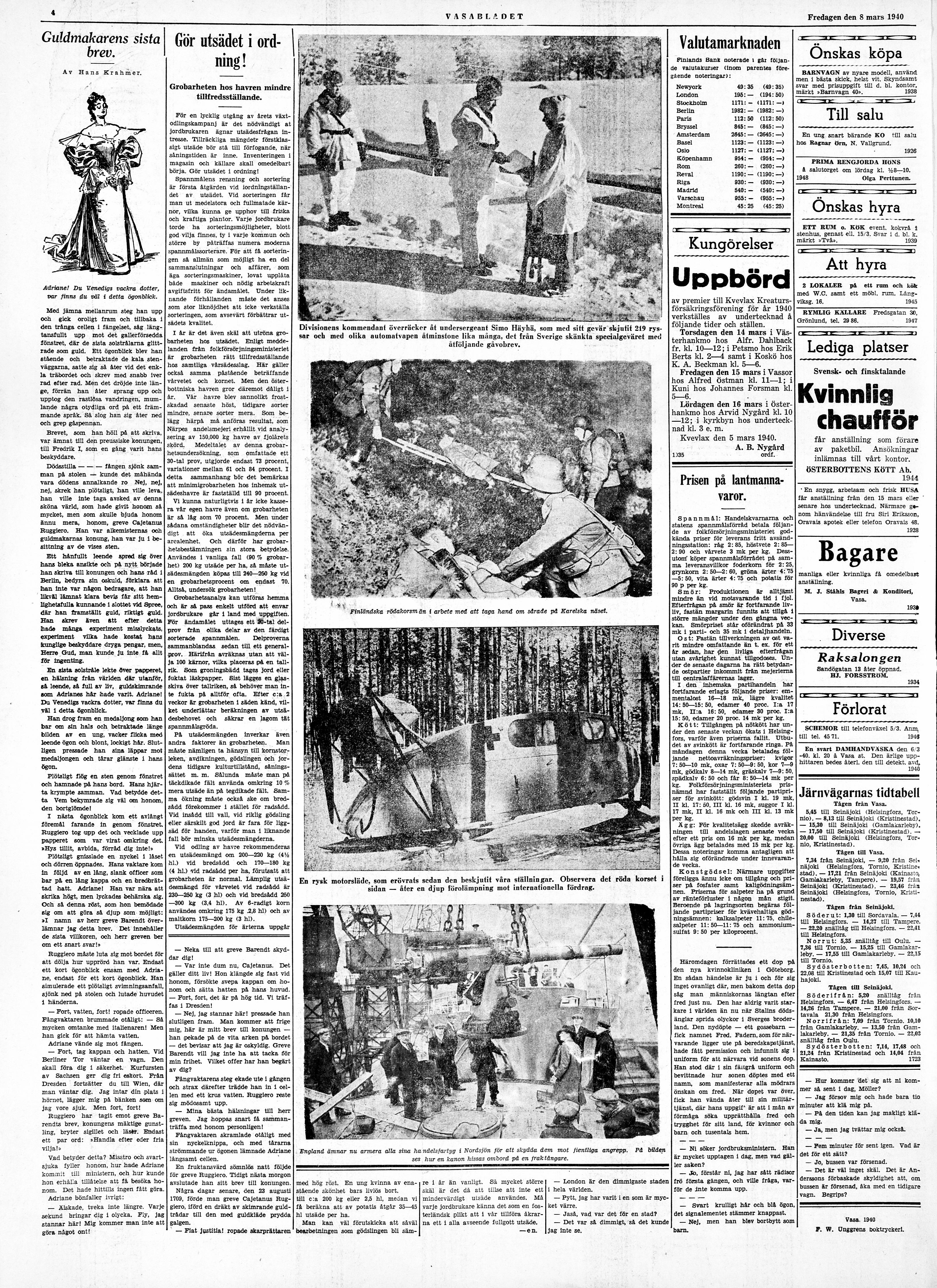
Газета «Vasabladet»
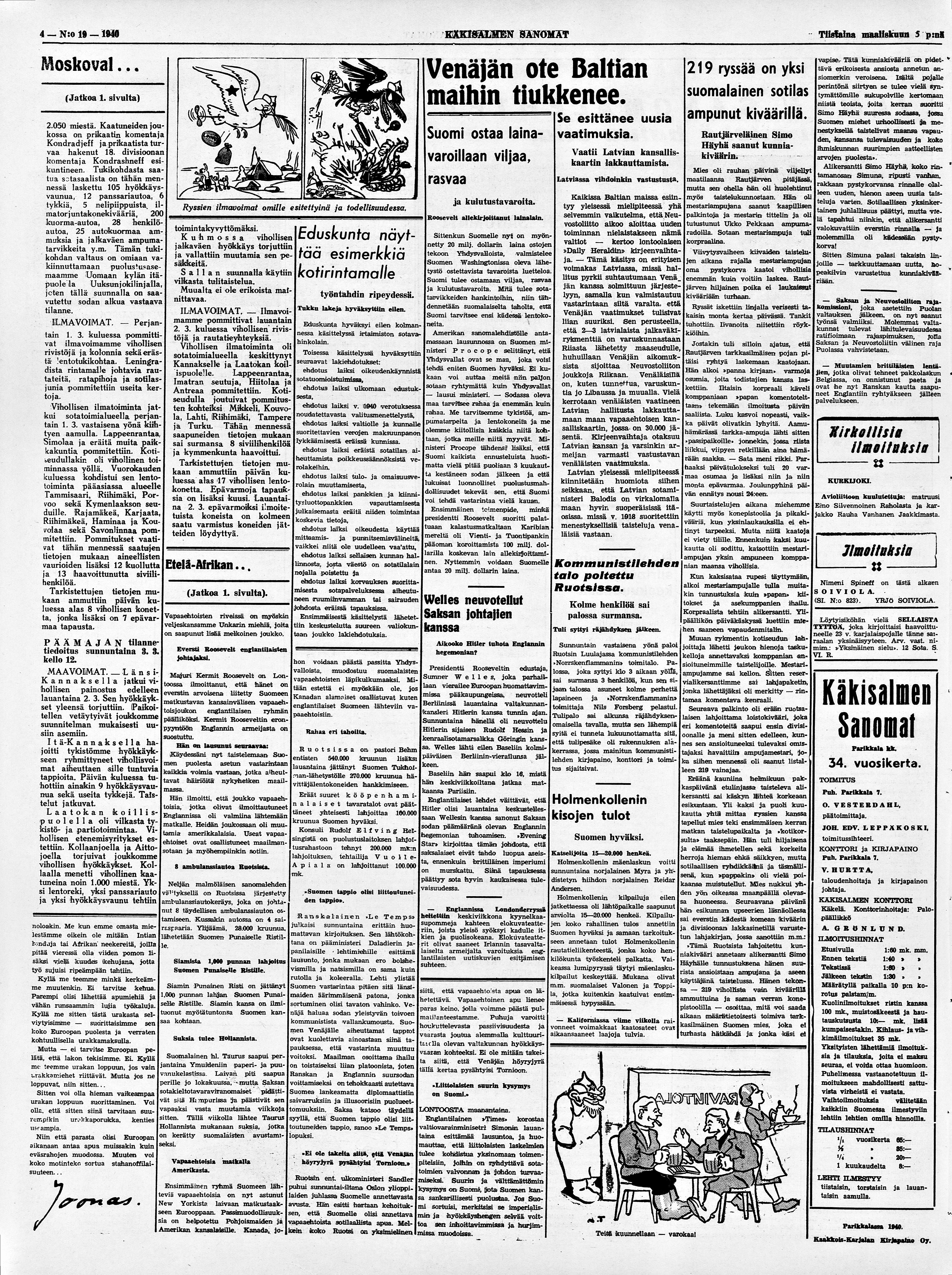
Газета «Käkisalmen Sanomat»
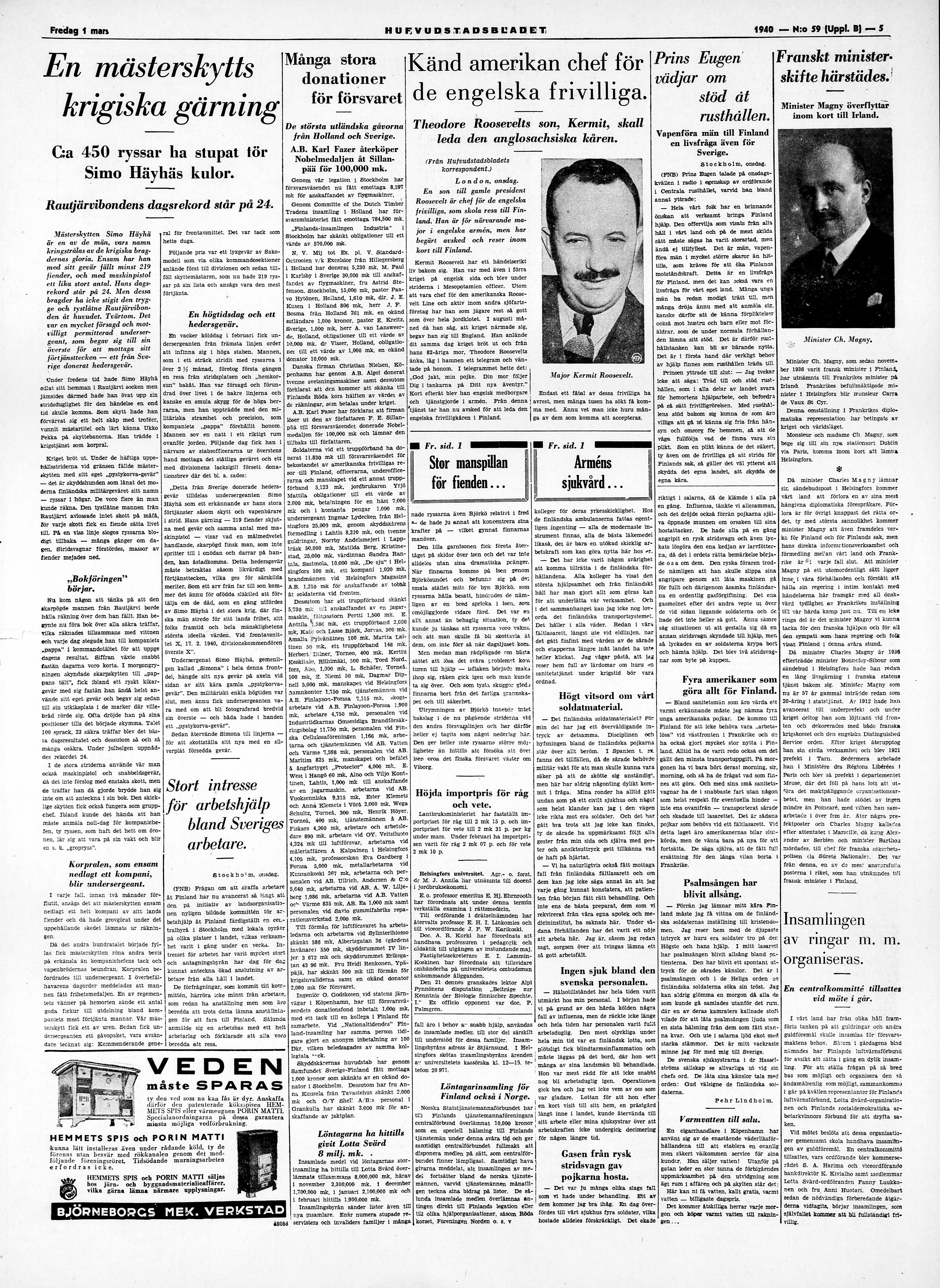
Газета «Hufvudstadsbladet»

Историк Олег Киселёв посмотрел в РГВА потери 56-й стрелковой дивизии за период с 18 по 25 декабря. 21 декабря, согласно биографу снайпера Тапио Саарелайнену, застрелили 25 человек. В таблице за 21 декабря виден скачок в количестве раненых относительно числа убитых по сравнению с другими днями у 1-го батальона 184-го стрелкового полка. Таблица:
| Дата       | 1-й батальон 184 полка (убито/ранено) | 2-й батальон 184 полка (убито/ранено) | 213-й стрелковый полк (убито/ранено) | Всего (убито/ранено) | 56-я стрелковая дивизия (убито/ранено) |
| ---------- | ------------------------------------- | ------------------------------------- | ------------------------------------ | -------------------- | -------------------------------------- |
| 18.12.1939 | ? / ?                                 | — / —                                 | 7 / 18                               | >7 / >18             | ? / ?                                  |
| 19.12.1939 | 5 / 15                                | — / —                                 | ? / ?                                | >5 / >15             | 16 / ?                                 |
| 20.12.1939 | — / 2                                 | — / 3                                 | 6 / 47                               | 6 / 52               | 7 / 49                                 |
| 21.12.1939 | 8 / 45                                | — / 9                                 | — / —                                | 8 / 54               | ? / ?                                  |
| 22.12.1939 | — / 6                                 |                                       | — / 2                                | — / 6                | 28 / 50                                |
| 23.12.1939 | — / —                                 |                                       | 9 / 8                                | 9 / 8                | 29 / 87                                |
| 24.12.1939 | 4 / 10                                |                                       | ? / ?                                | 4 / 10               | ? / ?                                  |
| 25.12.1939 | ? / ?                                 |                                       | 1 / 2                                | >1 / >2              | 14 / 132                               |
| Всего      | >17 / >78                             | — / 12                                | >23 / >77                            | >40 / >165           | >87 / >318                             |

## Белая смерть

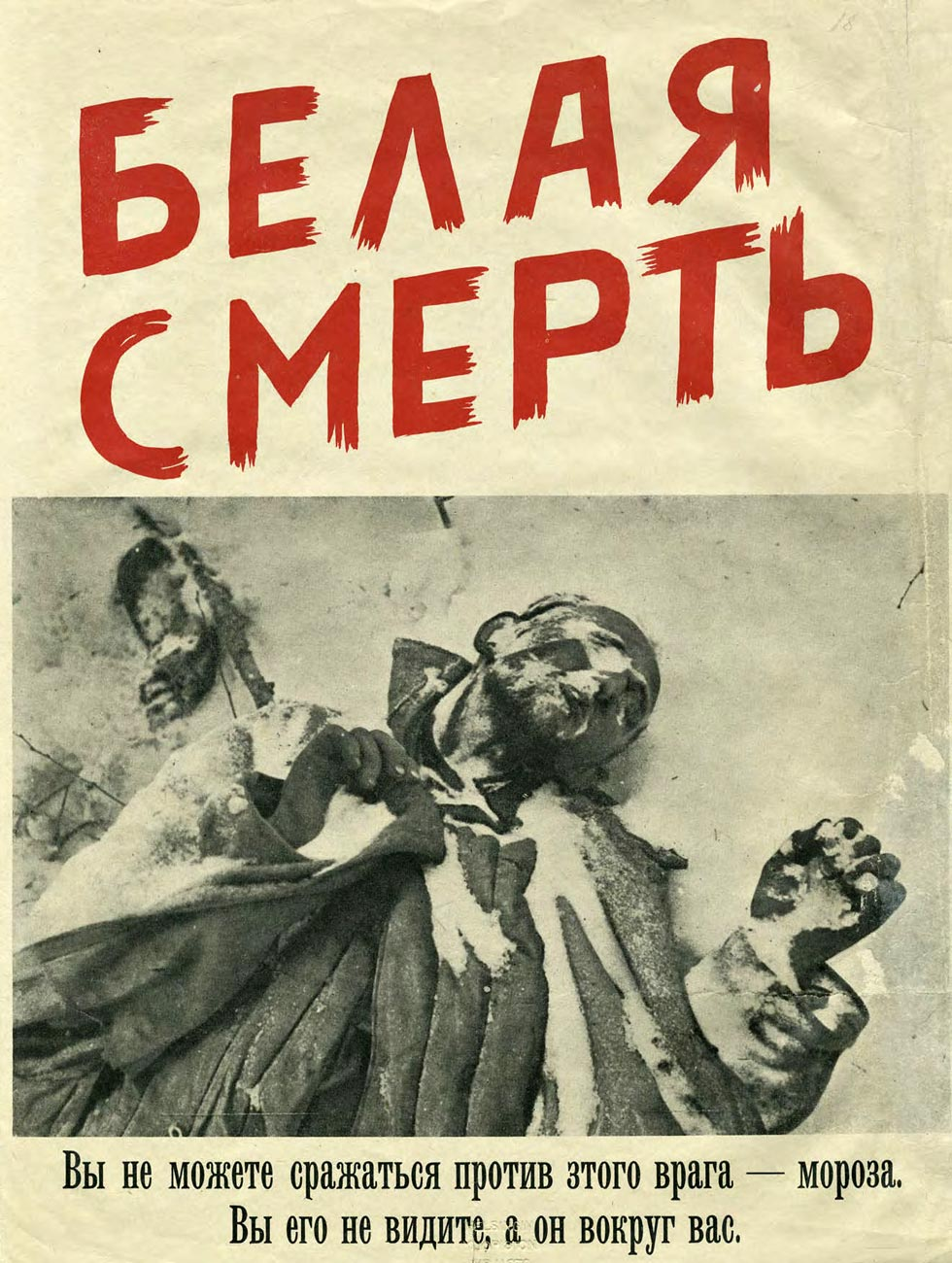
Финская листовка времён зимней войны

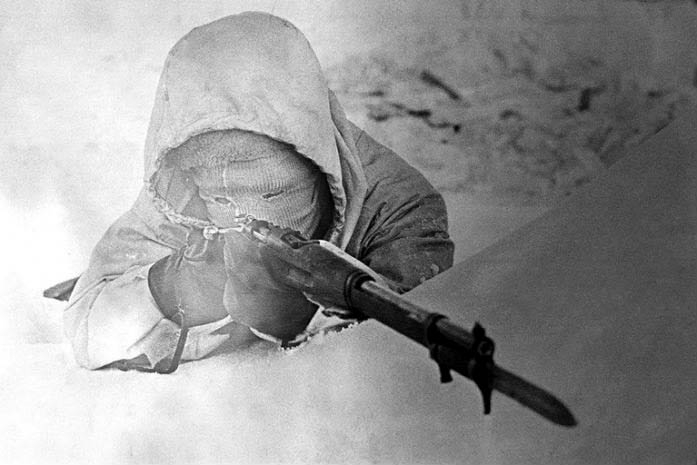
Шведский доброволец в маске. В интернете эту фотографию часто принимают за фотографию Симо Хяюхя

В интернет-источниках Симо Хяюхя часто упоминается как «Белая смерть». Тем не менее в книге его биографа Тапио Саарелайнена упоминаются только псевдонимы Симуна (Simuna) и Волшебный стрелок (Taika-ampuja). Баир Иринчеев, директор Военного музея Карельского перешейка и автор множества книг про Советско-финляндскую войну 1939—1940, скептически высказывается о данном прозвище: 

Баир Иринчеев. Да, наши его прозвали «белая смерть». Нигде вообще не встречал. Белой смертью скорее называли мороз. То есть это у меня, как у исследователя, вызывает большие сомнения. 
 Согласно книге «Огненный шторм над Коллой: мужчины из Раутъярви в зимней войны» (Tulimyrsky Kollaalla: rautjärven miehet talvisodan polttopisteessä) за авторством Ханну Нарсакки (Hannu Narsakka): 

 Есть предположение, что «Белая смерть» — это название, созданное исключительно финской пропагандой, а не придуманное изначально русскими. Русская «Белая смерть», согласно информации от пленных, представляла собой сильный мороз в глухом лесу. Что касается Хяюхя, то прозвище «Белая смерть» появилось в финской литературе о зимней войне только в конце 1980-х годов. Оригинальный текст (фин.)”Valkoisesta Kuolemasta” on esitetty, että se olisi täysin suomalaisen propagandan luoma nimi, eikä se olisi alkujaan venäläisten keksimä. Venäläisten ”Valkoinen kuolema” oli, vangeilta saadun tiedon mukaan, kova pakkanen syvälumisessa metsässä. Häyhän kohdalla lempinimi ”Valkoinen Kuolema” tuli esille vasta 1980-luvun lopun suomalaisessa talvisota-kirjallisuudessa.
В 2017 году в Финляндии выпустили юбилейную монету с противоречивым изображением. На монете вместо Симо Хяюхя изобразили шведского волонтёра в лыжной маске. Это изображение часто появляется в интернете и ошибочно принимается за Симо Хяюхю.

## Награды
Хяюхя получил Орден Креста Свободы 1-го и 2-го класса, обычно только офицеры награждались этим орденом 3-го и 4-го класса. В качестве особенного отличия 17 октября 1940 года Хяюхя получил подаренную шведом Евгением Йохансоном снайперскую винтовку Сако (фин. Sako). Он и ранее получал подобные подарки, например, карманные часы и шерстяные перчатки. Армия организовала широкое освещение в прессе вручения этой винтовки.
Вскоре после войны маршал Маннергейм присвоил капралу-снайперу сразу звание младшего лейтенанта. За финскую историю никто другой не получал такого повышения. Хяюхя был также в списке кавалеров Рыцарского Креста Маннергейма в 1941 году, но не получил его. За сражение в Колла он получил Крест Колла в серебряном исполнении под номером 4.

## В массовой культуре
9-я композиция шестого студийного альбома Coat of Arms шведской пауэр-метал группы Sabaton White Death (рус. Белая смерть) посвящена Симо Хяюхя.
2-я композиция студийного альбома «Принимай нас, Суоми-красавица» (2012) российской группы «Письма С Изнанки», пишущей музыку в жанре Martial и Dark Ambient, «Белая Смерть / Valkoinen kuolema» посвящена Симо Хяюхя, также он изображён на обложке данного альбома.
В манге Record of Ragnarok, в которой выдающиеся представители человечества сражаются в дуэлях против богов, чтобы предотвратить истребление — одним из бойцов на стороне человечества в 11 раунде турнира выступает Симо Хяюхя, его противником стал скандинавский бог обмана — Локи.